# Дрльо, Андрия
Андрия Дрльо (босн. Andrija Drljo; род. 6 сентября 2002, Мостар, ФБиГ) — боснийский футболист, полузащитник словенского клуба «Горица».

## Клубная карьера
Футбольную карьеру начал в составе клуба «МТК». 28 ноября 2020 года в матче против клуба «Ференцварош» дебютировал в чемпионате Венгрии (0:2).
В 2022 году подписал контракт с клубом «Зриньски». 4 сентября 2022 года в матче против клуба «Сараево» дебютировал в чемпионате Боснии и Герцеговины (4:1).
В 2023 году перешёл в боснийский клуб «Железничар» Сараево.
30 июля 2024 года подписал контракт с клубом «Кызыл-Жар». 11 августа 2024 года в матче против клуба «Тобол» Костанай дебютировал в казахстанской Премьер-лиге (2:1).

## Карьера в сборной
4 июня 2021 года дебютировал за молодёжную Боснии и Герцеговины в матче против молодёжной сборной Мальты (1:0).

## Клубная статистика
| Игровая карьера | Игровая карьера      | Игровая карьера | Лига | Лига | Кубок | Кубок | Межд. | Межд. | Др. | Др. |
| --------------- | -------------------- | --------------- | ---- | ---- | ----- | ----- | ----- | ----- | --- | --- |
| 2020/21         | МТК                  | А               | 3    | 0    | —     | —     | —     | —     | —   | —   |
| 2021/22         | МТК                  | А               | 4    | 0    | 2     | 0     | —     | —     | —   | —   |
| 2021/22         | Сентлёринц           | А               | 11   | 1    | —     | —     | —     | —     | —   | —   |
| 2022/23         | Зриньски             | А               | 6    | 0    | 1     | 0     | —     | —     | —   | —   |
| 2022/23         | Железничар (Сараево) | А               | 13   | 0    | 4     | 1     | —     | —     | —   | —   |
| 2023/24         | Железничар (Сараево) | А               | 22   | 0    | —     | —     | 3     | 0     | —   | —   |
| 2024            | Кызыл-Жар            | А               | 8    | 0    | —     | —     | —     | —     | —   | —   |